# Hellraiser III: Hell on Earth
Hellraiser III: Hell on Earth (Brasil: Hellraiser III - Inferno na Terra ) é um filme de terror produzido nos Estados Unidos em 1992, escrito por Peter Atkins dirigido por Anthony Hickox. Clive Barker foi produtor executivo desse filme.
É a terceira parte da série Hellraiser.

## Sinopse
Pinhead o Papa negro do inferno, está preso em um bloco de mármore após o grande confronto em “Hellbound”, o bloco contendo Pinhead e a Configuração do Lamento é comprado por um jovem playboy como escultura. Pinhead pretende escapar, usando o playboy J.P. (Kevin Bernhardt), para tentar atrair possíveis vítimas à sua presença, para que ele possa usar seus sangues. Uma vez livre, Pinhead pretende destruir o cubo, e então ele nunca mais vai precisar voltar para o inferno, mas uma repórter Joey Summerskill (‘Terri Farrell’) está investigando os terríveis assassinatos e está no seu caminho.
O inferno está prestes a ser solto novamente. A repórter Joey Summerskill, lentamente começa a aprender sobre a caixa misteriosa, e a dor insuportável, que ao abri-la pode trazer, depois de ver uma jovem adolescente freqüentadora de um clube começar a ser rasgada por correntes vinda da caixa, em um quarto de hospital. Ela investiga a caixa e uma jovem chamada Terri (‘Paula Marshall’) até um famoso clube noturno chamado sala da caldeira, pertencentes a playboy mimado J.P., que sob a influência de Pinhead, o jovem passa a assassinar pessoas e a usar seu sangue para libertar o líder dos cenobitas de sua prisão. Antes que o tempo se esgote, Joey deve pensar em uma maneira de levar devolta Pinhead e seus recém-criados cenobitas de volta para o reino do inferno e impedir que a Terra se transforme em um novo inferno e sucumbe de vez a uma eternidade de dor e sofrimento.

## Elenco
- Doug Bradley...  Pinhead / Captain Elliott Spencer
- Terry Farrell...  Joanne "Joey" Summerskill
- Paula Marshall...  Terri / Dreamer / Skinless Sandy
- Kevin Bernhardt ...  J.P. Monroe / Pistonhead
- Anthony Hickox... Soldier 2
- Lawrence Mortorff... Bum
- Ken Carpenter... Daniel "Doc" Fisher / Camerahead
- Peter Atkins... Rick "The Bar Man" / Barbie
- Brent Bolthouse... CD "The DJ"
- Clayton Hill... The Priest
- Aimée Leigh... Sandy / "Skinless" Sandy (screams)
- Peter G. Boynton...Joey's Father
- Phillip Hyland... Brad
- George Lee... Bob
- Eric Willhelm... CD Head Cenobite
- Ron Norris... Douglas the Bouncer
- Robert Hammond... Chatterer Cenobite
- Ashley Laurence... Kirsty Cotton (video cameo)
- Armored Saint... Band at bar